# Foto 51

I raggi X sono stati proiettati attraverso il filamento di DNA e i loro tracciati diffratti sono stati immortalati su carta sensibile alla luce per creare la Foto 51

La Foto 51 è una foto di diffrazione dei raggi X, di un gel paracristallino, composto da fibre di DNA, scattata da Rosalind Franklin sotto la supervisione di Raymond Gosling nel maggio 1952 al King's College London, mentre lavoravano nel gruppo di Sir John Turton Randall. L'immagine è stata etichettata come "foto 51" perché era la 51ª fotografia di diffrazione che Franklin e Gosling avevano scattato. È stata una prova fondamentale per identificare la struttura del DNA.

## Utilizzo nella scoperta della struttura del DNA
James Dewey Watson, il quale ha ricevuto la foto dal suo collaboratore, Maurice Wilkins, e Franklin furono pubblicati per la prima volta, insieme, nel 1953, nello stesso numero di Nature. Nel 1962 il Premio Nobel in Fisiologia o Medicina fu assegnato a Watson, Crick e Wilkins. Il premio non fu assegnato a Franklin che era morta quattro anni prima e, anche se non c'era ancora una regola contro i premi postumi, il Comitato per il Nobel in genere non faceva nomine postume. Allo stesso modo, il lavoro di Gosling non è stato citato dal comitato del premio.
La fotografia ha fornito informazioni fondamentali per lo sviluppo di un modello di DNA. Lo schema di diffrazione ha consentito di determinare la natura elicoidale dei fili antiparalleli a doppia elica. L'esterno della catena del DNA ha una catena dorsale di desossiribosio e fosfato alternati mentre le coppie di basi, il cui ordine fornisce i codici per la costruzione delle proteine e quindi l'eredità, sono all'interno dell'elica. I calcoli di Watson e Crick derivanti dalla fotografia di Gosling e Franklin hanno fornito parametri cruciali per le dimensioni e la struttura dell'elica e la Foto 51 è diventata una fonte di dati cruciale che ha portato allo sviluppo del modello del DNA e confermato la ipotizzata precedente struttura a doppia elica del DNA, presentata nella serie di tre articoli sulla rivista Nature nel 1953.
Poiché gli storici della scienza hanno riesaminato il periodo durante il quale è stata ottenuta questa immagine, sono sorte notevoli controversie sia sul contributo di questa immagine al lavoro di Watson e Crick sia sui metodi con cui hanno ottenuto l'immagine. Franklin era stata assunta indipendentemente da Maurice Wilkins che, subentrando come nuovo supervisore di Gosling, ha mostrato la Foto 51 a Watson e Crick all'insaputa di Franklin. Se, qualora Watson e Crick non avessero ottenuto l'immagine di Gosling, Franklin avrebbe potuto dedurre da sola la struttura del DNA dai suoi dati è un argomento molto dibattuto, reso più controverso dalla caricatura negativa di Franklin proposta da Watson nei primi capitoli del suo libro sulla ricerca della struttura del DNA, La doppia elica. Watson ha riconosciuto la sua idea distorta di Franklin, poiché ciò contenuto nel libro era quello che pensava al momento della ricerca e non al momento della pubblicazione del libro, scrivendo nell'epilogo: "Poiché le mie impressioni iniziali su Franklin, sia scientifiche che personali (come si legge nelle prime pagine di questo libro), erano spesso sbagliate, voglio dire qualcosa qui sui suoi risultati".

## Nella cultura di massa
- Un documentario di 56 minuti, DNA - Secret of Photo 51, è stato trasmesso nel 2003 all'interno della serie scientifica NOVA su PBS.[16] Narrato da Barbara Flynn, il programma presenta interviste a Wilkins, Gosling, Aaron Klug, Brenda Maddox[17] e alcuni amici di Franklin: Vittorio Luzzati, Caspar, Anne Piper e Sue Richley.[18] La versione inglese prodotta dalla BBC è intitolata Rosalind Franklin: DNA's Dark Lady.[19]
- Il primo episodio della serie di documentari DNA, della PBS, andato in onda il 4 gennaio 2004 con il titolo The Secret of Life, è incentrato sui contributi di Franklin.[20] Narrato da Jeff Goldblum, mostra Watson, Wilkins, Gosling e Peter Pauling (figlio di Linus Pauling).[21]
- Uno spettacolo teatrale di Anna Ziegler intitolato Photograph 51 si focalizza sul ruolo di Rosalind Franklin nella scoperta della struttura del DNA.[22] Lo ha vinto la terza STAGE International Script Competition nel 2008.[23] Nel 2015 lo spettacolo è stato messo in scena a Londra con Nicole Kidman nel ruolo di Franklin.[24][25]
- Il libro di Chiara Segré, Foto 51: il segreto del DNA, è una storia di finzione basata sulla storia vera della Foto 51.[26]